# Nicolas Seiwald
Nicolas „Nici“ Seiwald (* 4. Mai 2001 in Kuchl) ist ein österreichischer Fußballspieler auf der Position eines Mittelfeldspielers. Er steht bei RB Leipzig unter Vertrag und ist österreichischer Nationalspieler.

## Karriere

### Verein
Seiwald begann seine Karriere beim FC Red Bull Salzburg, bei dem er ab 2015 auch in der Akademie spielen sollte. Im Februar 2019 stand er gegen den SV Horn erstmals im Kader des zweitklassigen Farmteams von Salzburg, dem FC Liefering. Im Mai 2019 debütierte er für Liefering in der 2. Liga, als er am 28. Spieltag der Saison 2018/19 gegen die WSG Wattens in der 77. Minute für Rami Tekir eingewechselt wurde. Bis zum Ende der Spielzeit kam er zu drei Zweitligaeinsätzen. In der Saison 2019/20 absolvierte er 23 Zweitligaspiele, in denen er dreimal traf.
Im Mai 2020 wurde sein Vertrag bei Salzburg bis Mai 2024 verlängert. Zur Saison 2020/21 rückte er dann in den Kader der Bundesligamannschaft auf. Sein Debüt für den FC Red Bull Salzburg in der Bundesliga gab er am 21. November 2020 im Spiel gegen den SK Sturm Graz, wo er in der Startelf stand und durchspielte. In seiner ersten Saison bei den Profis von Salzburg kam er zu 15 Bundesligaeinsätzen, mit Red Bull holte er das Double aus Meisterschaft und Cup. Zudem spielte er noch elfmal in der 2. Liga für Liefering.
In der Saison 2021/22 gelang Seiwald in Salzburg der Durchbruch, in der 4-4-2-Raute von Neu-Coach Matthias Jaissle war er von Beginn an als Achter gesetzt. In der UEFA Champions League gab er im September 2021 gegen den FC Sevilla sein Debüt und absolvierte bis zum Ausscheiden im Achtelfinale alle acht Spiele von Beginn an. In der Liga verpasste er ebenfalls keine einzige Partie und kam in allen 32 Spielen zum Zug. Mit Salzburg holte er erneut das Double. Nach der Saison verlängerte er seinen Vertrag im Juli 2022 vorzeitig bis 2026. In der Saison 2022/23 kam er in 31 Ligapartien zum Einsatz, in der Champions League absolvierte er bis zum Ausscheiden in der Gruppenphase alle sechs Partien. Mit Salzburg wurde er abermals Meister.
Im Februar 2023 wurde bekannt, dass Seiwald zur Saison 2023/24 nach Deutschland zum Partnerverein RB Leipzig wechselt, bei dem er einen bis Juni 2028 laufenden Kontrakt unterschrieb.

### Nationalmannschaft
Seiwald spielte im Oktober 2015 erstmals für eine österreichische Jugendnationalauswahl. Im August 2017 debütierte er gegen Finnland für die U-17-Mannschaft, für die er bis März 2018 neun Spiele absolvierte.
Im Oktober 2018 kam er gegen Tschechien zu seinem ersten Einsatz für die U-18-Auswahl. Im September 2020 debütierte er gegen Slowenien im U-19-Team. Im März 2021 gab er gegen Saudi-Arabien sein Debüt für die U-21-Auswahl.
Im November 2021 wurde Seiwald erstmals in den Kader der A-Nationalmannschaft berufen. Im selben Monat gab er auch sein Debüt im Nationalteam, als er in der WM-Qualifikation gegen Israel in der Startelf stand. Im Mai 2024 wurde er in den vorläufigen Kader Österreichs für die EM 2024 berufen und schaffte es schlussendlich auch in den endgültigen Kader.
Beim 3:2-Erfolg des ÖFB Teams gegen die Niederlande bei der Europameisterschaft 2024 absolvierte Nicolas Seiwald das 17. Länderspiel in Folge über die komplette Distanz. Damit jagt er den Rekord von Walter Schachner, der von 1981 bis 1983 19 Partien am Stück über 90 Minuten bestritten hatte.

## Erfolge
mit dem Verein
- Österreichischer Meister: 2021, 2022, 2023
- Österreichischer Cupsieger: 2021, 2022
- DFL-Supercup-Sieger: 2023

individuell
- Bester Spieler der Österreichischen Bundesliga: 2023[9]

## Privat
Nicolas Seiwald hat zwei ältere Brüder. Maximilian Seiwald spielt für den Regionalligisten SV Kuchl. Raphael Seiwald ist Mitgründer und DJ beim Webradio Radio Rudina, das temporär aus Wien sendet.